# Rafael Merry del Val

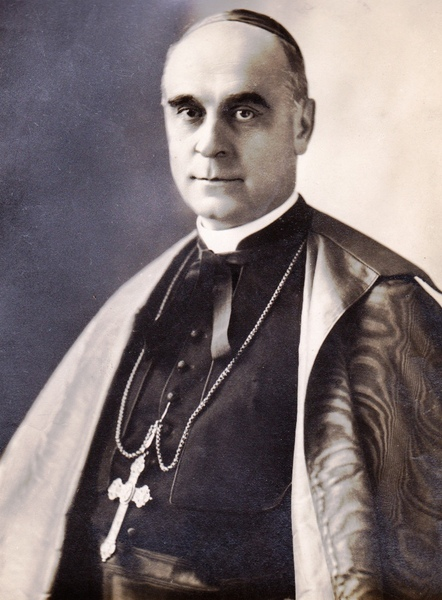
Giuseppe Felici: Rafael Kardinal Merry del Val, 1914

Kardinalswappen

Rafael Kardinal Merry del Val y Zulueta (* 10. Oktober 1865 in London, England; † 26. Februar 1930 im Vatikan) war Kurienkardinal der römisch-katholischen Kirche. Unter dem Pontifikat von Pius X. war Merry del Val von 1903 bis 1914 Kardinalstaatssekretär und die rechte Hand des Papstes. In dieser Zeit zählte er zu den einflussreichsten Männern im Vatikan.

## Leben

### Jugend und Ausbildung
Rafael Merry del Val y Zulueta entstammte einer spanischen Adelsfamilie, deren Vorfahren zum Teil aus Irland stammten. Sein Vater Rafael Merry del Val Gayte (1831–1917) war spanischer Gesandter in London gewesen und lebte nach der Septemberrevolution 1868 und dem Sturz der Königin Isabella II. bis 1875 in England. Seine Mutter Sofía Josefa de Zulueta Willcox (1839–1925) war eine Engländerin mit baskisch-schottischen Wurzeln. Rafael, der vier ebenfalls in London geborene Geschwister hatte, verbrachte seine Schulzeit in Slough, Namur und Brüssel. 1883 begann er sein Studium der Philosophie und Theologie am Kolleg St. Cuthbert in Ushaw bei Durham, wo er die niederen Weihen empfing, und trat zwei Jahre später in die päpstliche Diplomatenakademie ein. 1886 promovierte er in Rom an der Päpstlichen Universität Gregoriana in Philosophie.

### Diplomatische Laufbahn

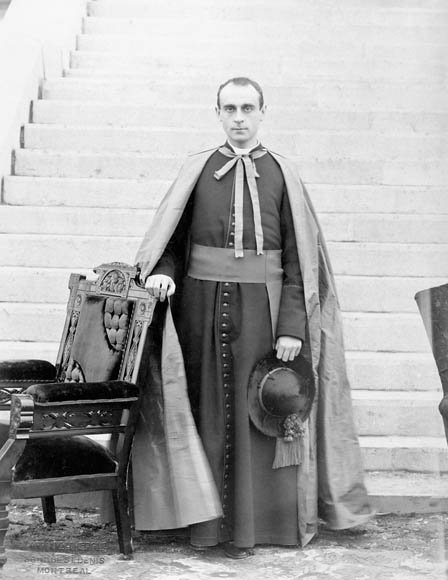
Rafael Merry del Val 1897 als Apostolischer Delegat in Kanada

Sein Vater war zu dieser Zeit spanischer Botschafter beim Heiligen Stuhl und stellte ihn Leo XIII. vor, was den Beginn seiner diplomatischen Karriere markiert. Er wurde mit 21 Jahren zum überzähligen Päpstlichen Geheimkämmerer ernannt. 1887 gehörte er der päpstlichen Delegation an, die anlässlich des goldenen Thronjubiläums von Königin Victoria nach Großbritannien entsandt wurde. Er wurde in den Klerus des Bistums Rom inkardiniert, empfing dort am 27. Mai 1888 die Diakonenweihe und am 30. Dezember 1888 die Priesterweihe. Anschließend arbeitete er zwei Jahre lang als persönlicher Sekretär von Erzbischof Luigi Galimberti, dem Apostolischen Nuntius in München und Wien. Danach setzte er in Rom seine Studien fort, erwarb das Lizentiat in kanonischem Recht und promovierte 1891 auch in Theologie. Im Dezember 1891 wurde er zum wirklichen Päpstlichen Geheimkämmerer ernannt und war als solcher bis 1898 Mitglied der Päpstlichen Familie.
1893 kehrte er für einige Zeit an die Wiener Nuntiatur zurück. Anschließend wurde er Sekretär der Päpstlichen Kommission für die Überprüfung der Gültigkeit der anglikanischen Weihen unter dem Vorsitz Kardinal Mazzellas und erstellte den Textentwurf für die 1896 ergangene Päpstliche Bulle Apostolicae Curae, die die Weihen der Anglikaner für ungültig erklärte. 1897 und 1898 wurde er als Apostolischer Delegat nach Kanada entsandt. 1897 ernannte ihn Papst Leo XIII. zum Hausprälaten, 1898 wurde er zum Konsultor der Indexkongregation berufen, und ein Jahr darauf übertrug ihm der Papst mit 31 Jahren die Leitung der Päpstlichen Akademie für den kirchlichen Adel, der Diplomatenschule des Vatikans.
Am 19. April 1900 wurde Rafael Merry del Val y Zulueta zum Titularerzbischof von Nicaea erhoben. Die Bischofsweihe spendete ihm am 6. Mai 1900 in der römischen Kirche S. Maria in Via Monserrato der damalige Kardinalstaatssekretär Mariano Kardinal Rampolla del Tindaro; Mitkonsekratoren waren der englische Erzbischof Edmond Stonor (1831–1912) und der Päpstliche Sakristan Guglielmo Pifferi OESA (1819–1910), Titularbischof von Porphyreon.
Merry del Val leitete in den folgenden Jahren mehrere päpstliche Gesandtschaften. 

### Konklavesekretär  und Pro-Staatssekretär
Im Konklave von 1903 nach dem Tod Leos XIII. fungierte er als Konklavesekretär. Dies war der Anlass für seine erste Begegnung mit Erzbischof Sarto, dem in diesem Konklave gewählten Papst Pius X., der noch am Abend seiner Wahl den erst 38-Jährigen zur allgemeinen Überraschung wegen seiner Vielsprachigkeit und diplomatischen Erfahrung zum Pro-Staatssekretär ernannte.

### Kardinalstaatssekretär
Nur drei Monate später, am 9. November 1903, wurde er als Kardinalpriester mit der Titelkirche Santa Prassede in das Kardinalskollegium aufgenommen. Gleichzeitig übertrug ihm der Papst auch die Leitung der Präfektur des Päpstlichen Palastes.
Rafael Merry del Val gehörte zusammen mit dem Kirchenhistoriker Umberto Benigni zu den entschiedensten Verfechtern des römischen Antimodernismus, der das Pontifikat des später heiliggesprochenen Papstes Pius X. prägte, auf den er großen Einfluss besaß. 1904 wurde er Präsident der Päpstlichen Kommission für die Koordination von Wohlfahrtsfragen der Kirche, die Vermögensverwaltung des Heiligen Stuhls. Anders als früher angenommen, beschränkte sich seine Mitarbeit an der Antimodernismusenzyklika Pascendi (1907) inhaltlich fast nur auf kleinere redaktionelle Verbesserungsvorschläge, die im Ton oft sogar eher mäßigend wirken sollten. Maßgeblich für deren einschlagende Wirkung war hingegen die von ihm konzipierten Pressekampagne zur Verbreitung des Rundschreibens, das in mehreren Sprachen zugleich verschickt wurde, um den größtmöglichen Effekt zu erzielen. 1911 bis 1912 war er Camerlengo des Kardinalskollegiums, ab 1912 leitete er auch die Verwaltung der Dombauhütte des Petersdoms. Am 12. Januar 1914 wurde er dafür mit dem Titel des Erzpriesters der Petersbasilika des Vatikans ausgezeichnet. Am 24. Juni 1914, wenige Tage vor Ausbruch der Julikrise, unterzeichnete Merry del Val das maßgeblich von Eugenio Pacelli, der damals Sekretär der Merry del Val unterstellten Kongregation für außerordentliche Aufgaben der Kirche war, vorbereitete Konkordat zwischen dem Heiligen Stuhl und Serbien. Mit dem Ableben Pius’ X. im August 1914 endete entsprechend den Bestimmungen des Kirchenrechts das Amt des Päpstlichen Staatssekretärs. 

### Sekretär des Heiligen Offiziums
Merry del Val nahm am Konklave 1914 teil, das im Schatten des gerade ausgebrochenen Krieges stattfand und aus dem der neue Papst Benedikt XV. hervorging. Dessen Agenda lief den Zielen der bisher im Vatikan herrschenden Kurienfraktion unter Führung Merry del Vals politisch wie kirchenpolitisch entgegen. Der neue Papst berief Merry del Val auf die kaum einflussreichen Ämter eines Sekretärs des Heiligen Offiziums und Präsidenten der Akademie für katholische Religion in Rom. Darüber hinaus leitete er als päpstlicher Legat mehrere Gesandtschaften in Italien und im Ausland.
Beim Konklave im Februar 1922, an dem er als Camerlengo des Kardinalskollegiums teilnahm, gehörte Merry del Val zu den Führern der „frommen Eiferer“ (zelanti), die der diplomatischeren Partei der „Politiker“ (politicanti) unter Pietro Gasparri gegenüberstanden, einem engen Vertrauten des überraschend verstorbenen Benedikt XV. Als neuer Papst ging der Kompromisskandidat Achille Ratti aus der Wahl hervor, der den Namen Pius XI. annahm.
Unter dessen Pontifikat behielt Rafael Merry del Val seine Stellung als Sekretär des Heiligen Offiziums bei und wirkte an einigen Entscheidungen des Papstes mit, die insbesondere die Beziehungen zu Nichtgläubigen, den Ökumenismus, den Umgang mit abweichenden Meinungen in doktrinären Fragen und die religiöse Kunst betrafen. So verbot er in einer nachträglich vom Papst bestätigten Entscheidung die personifizierende Darstellung des Heiligen Geistes in der bildenden Kunst, sowohl allein als auch in Gruppen von drei Männern, die die Trinität verkörpern sollen. Kurz vor seinem Tod gehörte er zu den Triebfedern der schroffen Abweisung einer Bitte um Reform der Karfreitagsfürbitte für die Juden durch Mitglieder der Vereinigung Amici Israel, deren Verbot er durchsetzte. 

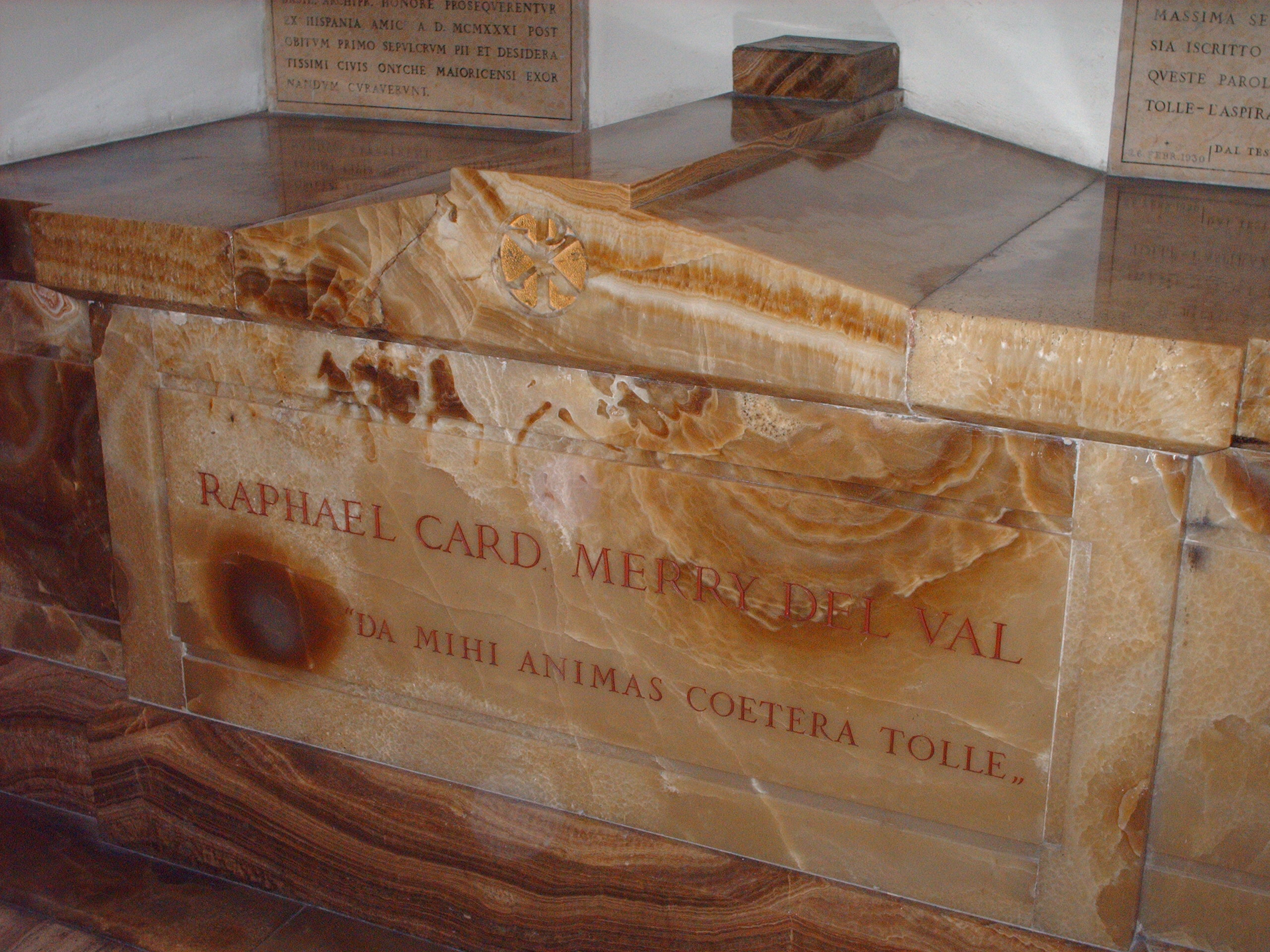
Grab in den Grotten von St. Peter in Rom

### Tod
Aufgrund eines Narkosefehlers erstickte Rafael Merry del Val am 26. Februar 1930 während einer Blinddarmoperation. Die Feierlichkeiten zu seinem Begräbnis im Petersdom leitete der damals frisch ernannte Kardinalstaatssekretär Eugenio Pacelli, der spätere Papst Pius XII.

## Rezeption
In dessen Pontifikat wurde am 26. Februar 1953 ein Seligsprechungsprozess für Rafael Merry del Val zwar eröffnet, später jedoch ausgesetzt, wobei ihm der Ehrentitel Ehrwürdiger Diener Gottes zuerkannt wurde. Berühmtheit erlangten seine Fremdsprachenkenntnisse: Er beherrschte insgesamt 63 Fremdsprachen (inklusive Dialekte), die meisten davon fließend.
Otto Hierl-Deronco porträtierte ihn im Vatikan mehrfach, in Lebensgröße, am Schreibtisch und als Brustbild mit dem Kardinalshut, der damals jedem Kardinal vom Papst bei der Ernennung aufgesetzt wurde. Bekannt wurde das Doppelporträt Papst Pius X. mit seinem Staatssekretär, denn seit Mitte des 16. Jahrhunderts war es keinem Künstler mehr erlaubt worden, den Papst mit Kardinälen zusammen zu porträtieren.
Rafael Merry del Val wurde schon zu Lebzeiten sehr kontrovers beurteilt und mit diversen Spitznamen bedacht. Hans Barth schrieb 1911: „Merry del Val, oder, wie ihn seine Kollegen heißen, ‚Very del Mal‘, hat so viele Fehler begangen, so viel Unheil über die Kirche gebracht, dass nur ein wirklich bedeutender und erfahrener Mann den Schaden wieder wenigstens einigermaßen gutmachen kann.“ Die Karikaturisten seiner Zeit verliehen ihm stets finster-dämonische Züge. Eine fundierte wissenschaftliche Biografie, die alle Aspekte seines Lebens und Wirkens abdeckt, fehlt bislang und bleibt ein Forschungsdesiderat.

## Werke
- Pius X. Erinnerungen und Eindrücke seines Staatssekretärs. 4. Auflage. Basel 1954.